# 浦东公交

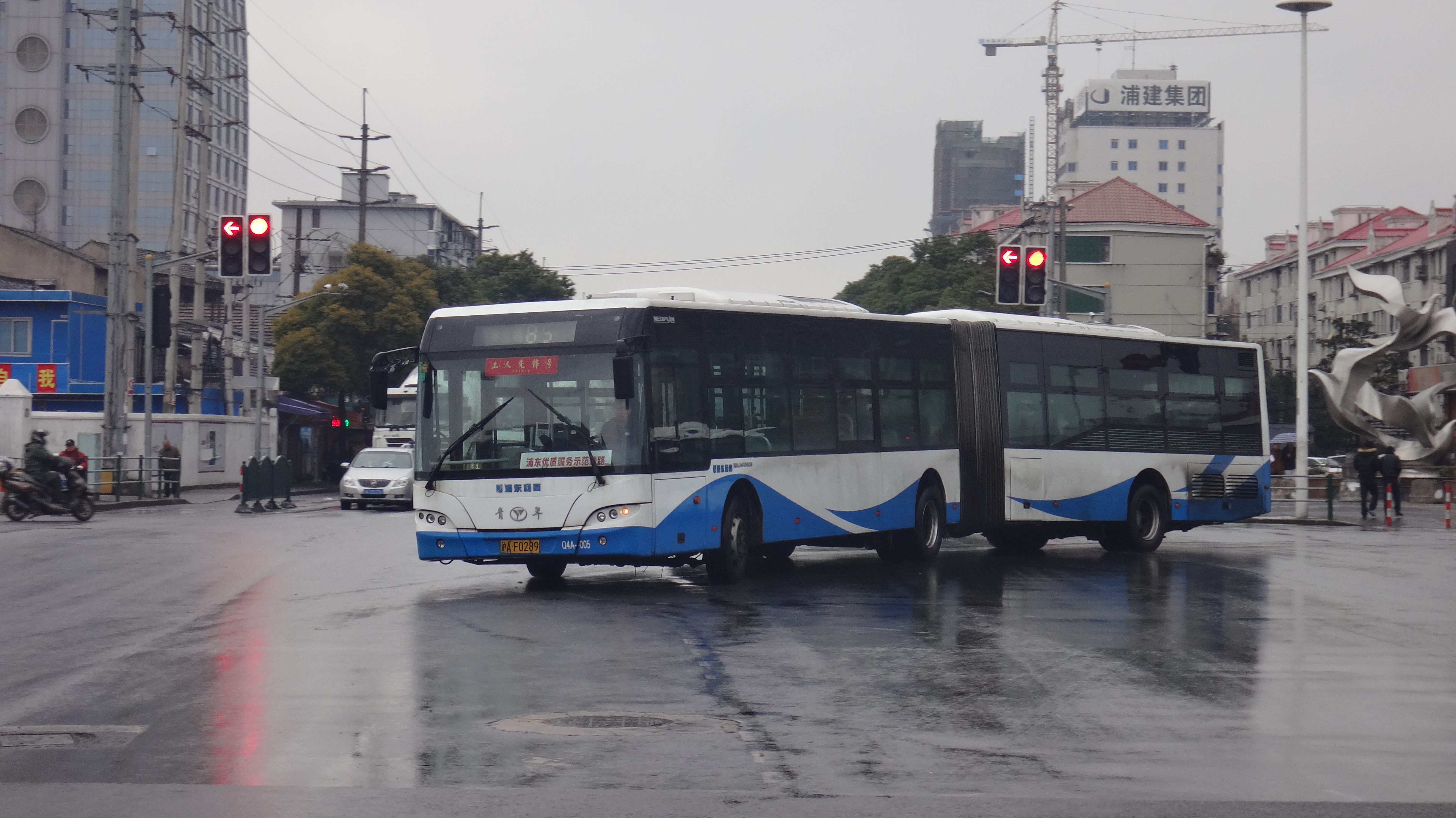
蓝色装的85路JNP6180G铰链车

上海浦东新区公共交通有限公司，是一家总部位于上海市浦东新区的巴士运营公司，为国有独资企业。其注册资本1.5亿元人民币，主要经营浦东新区公交及与公交广告、车辆物资采购等领域。浦东公交的巴士主要运营于浦东新区。浦东公交运营的公交车车身涂装都为蓝色。

## 历史
- 2009年11月1日，上海公交新一轮改革，原浦东巴士，浦东大众、上南巴士和南汇大众并入新成立的浦东公交。
- 2011年3月12日，浦东公交率先开通四位数中巴车（1001路、1002路）接驳轨道交通和商业点，开始解决最后一公里的乘车问题。
- 自轨道交通12号线、16号线开通之后，浦东公交对区内公交进行大幅度归并和调整。[2]

## 子公司
集团全资或控股的上海公交运营企业：
- 上海浦东杨高公共交通有限公司（原浦东巴士）
- 上海浦东金高公共交通有限公司（原浦东大众）
- 上海浦东上南公共交通有限公司（原浦东冠忠、上南巴士）
- 上海浦东南汇公共交通有限公司（原南汇大众）